# チャールズ・ダニエルズ (競泳選手)
チャールズ・ダニエルズ（英語: Charles Meldrum Daniels、1885年3月21日 - 1973年8月9日）は、アメリカ合衆国の男性競泳選手。夏季オリンピックで通算4個の金メダル（記録が認められていない1906年のアテネオリンピックを含めると5個）を含む計7個のメダル（同8個）を獲得している。
ダニエルズは、アメリカ水泳界で最初の偉大な泳者であったと同時に、アメリカスポーツ界の成長に大きな影響を与えた人物でもあった。彼は、当時主流であったオーストラリアン・クロールを改良して6ビートの新しい泳法を編み出し、これはアメリカン・クロールと呼ばれるようになった。また、AAUで31の個人記録を作り、自由形競技のうち25ヤードから1マイルまでの全ての距離の種目で世界記録を打ち立てた。一方で、ダニエルズは多才なアスリートでもあった。少年時代にスモール・ボア・ライフルのジュニアチャンピオンになったことや、ニューヨークアスレチッククラブのスカッシュのチャンピオンになったこともあった。また、晩年にはアマチュアゴルフのトップランクの選手でもあった。

## 生い立ち
彼は、弁護士の父トーマスと、被服商の娘である母アリスの間に生まれた。2人の間にはチャールズと弟が生まれたが、弟は幼い時に亡くなっている。ダニエルズ一家が何歳までデイトンに住んでいたかは定かではないが、後にニューヨークに引っ越している。ドゥワイト高校に入学した彼は、陸上の1マイル走と高跳びの選手となり、またバスケットボールチームのキャプテンを務めた。この頃、ニューヨークアスレチッククラブに頻繁に行き始めるようになり、水泳に興味を抱くようになった。

## 競泳選手として
ダニエルズは、競泳選手となったきっかけを孫娘にしばしば語って聞かせたという。彼は、ニューヨークで開かれたある100ヤード競技のタイムを聞き、そのタイムに対抗できるだろうかと考えた。そこで、ニューヨーク州東部のアディロンダック山地の山中に100ヤードと思われるコースを測り、タイムを計測した。これが優勝タイムに匹敵するものであったことから、ニューヨークに戻りニューヨークアスレチッククラブでの大会に出場した。しかし、彼はイェール大学水泳部のキャプテンの前に完璧に敗れてしまった。手作りのコースに戻ってからほどなく、彼はコースが90ヤードの長さしかなかったことを知る。それから、彼はコースを作り直すとともに練習を再開し、タイムを短縮することを決心した。
ダニエルズは1911年に26歳で競泳の世界から引退するまでに、国内選手権で53回栄冠に輝いた他、競泳競技で合計314回も勝利している。60年後のインタビューでダニエルズは、「現在の記録は、自分が当時打ち立てたものより随分と短縮されているが、その頃とはトレーニングの環境が大きく異なることをみんな理解すべきだ」とコメントしている。当時の選手たちは、肩紐に加え膝までパンツがあるという全身を覆ったスタイルの水着を着用して争っていた。また、大会は時に海や川で開催されることもあり、コンディションは天気によって大きな影響を受けていた。
1909年、ダニエルズはAAUから年間最優秀アスリートに選出された。また、アメリカ合衆国オリンピック殿堂入りのほか、国際水泳連盟による国際水泳殿堂（ISHOF）、ヘルムズ財団殿堂の各殿堂入りも果たしている。